# Керуюча Рада Любителів Котів
Керуюча Рада Любителів Котів (GCCF, англ. The Governing Council of the Cat Fancy) — одна за найбільших фелінологічних організацій, що реєструє породистих котів у Великій Британії.

## Історія
GCCF була заснована в 1910 році з трьох або чотирьох котячих клубів, які в той час реєстрували котів.

У понеділок 13 березня 2006 року GCCF була прийнята до членів Всесвітнього фелінологічного конгресу, який сприяє міжнародному співробітництву між фелінологічними організаціями.
У 2011 році Керуюча рада любителів котів була зареєстрована як компанія з обмеженою відповідальністю.

GCCF існує тільки завдяки самовідданості та підтримки своїх добровольців понад 100 років. Такі волонтери керують клубами-членами та формують різні комітети, які своєю чергою керують GCCF.

В цей час GCCF налічує понад 150 клубів-членів, ліцензує понад 150 виставок котів в рік і реєструє та передає більш як 25 000 племінних котів у рік.

## Склад
GCCF управляється Радою представників від клубів-членів.

Рада обирає голову, заступника голови та директорів, щоб контролювати діяльність компанії й вносити пропозиції щодо поліпшення.

Директорам і службовцям надають підтримку комітети, що складаються з фахівців, які володіють цінними знаннями та досвідом.

Повсякденне адміністрування здійснюється з офісу в Бриджвотері, Велика Британія, невеликою групою відданих своїй справі працівників. Вони займаються реєстрацією, публікаціями, обробкою виставок, адмініструванням комітетів і іншими внутрішніми справами компанії та котячого світу в цілому.

### Комітети GCCF
- Фінансовий комітет
- Слідчий комітет
- Дисциплінарний комітет
- Апеляційний комітет
- Комітет з ветеринарних консультацій
- Комітет з генетики
- Комітет з шоу

### Благодійність
GCCF заснувала свою власну благодійну організацію — Фонд добробуту котів (англ. The Cat Welfare Trust), яка використовує кошти, зібрані через GCCF, для пошуку способів поліпшення добробуту котів.

На сьогоднішній день фонд виділив тисячі фунтів стерлінгів на ключові дослідницькі проекти в області вакцинації проти стригучого лишаю, вивченні геномів котів і хронічного гінгівостоматіту у цих тварин.

## Визнання порід
У трійку найпопулярніших порід кішок станом на 2020 рік, зареєстрованих в GCCF, входять британська короткошерста, регдол і мейн-кун. GCCF визнає близько 40 порід.